# Paul Juon
Paul Fiodorovitch Juon ou Youon (en russe : Павел Фёдорович Юон), né le 6 mars 1872 à Moscou et mort le 21 août 1940 à Vevey, est un compositeur russe, surnommé le « Brahms russe ». Son frère Constantin Juon est un peintre réputé, demeuré dans son pays natal.

## Biographie
La famille Juon est d'origine suisse, issue de Masein village voisin de Thusis. Le grand-père du compositeur, Simon Juon, émigre vers 1830 en Courlande (Lettonie) pour y travailler comme pâtissier dans la confiserie d'un compatriote établi à Goldingen, aujourd'hui Kuldīga. Le père du musicien, Théodore Juon (1842-1912) se fixe à Moscou comme employé, puis directeur d'une compagnie d'assurances. L'un de ses fils, Edouard, frère de Paul, publie à Berne en 1925 un ouvrage consacré à l'histoire familiale, ainsi qu'un arbre généalogique en 1930.
En 1889, Paul Juon entre au Conservatoire de Moscou. Il étudie le violon avec le professeur Jan Hřímalý et la composition avec Sergueï Taneïev et Anton Arenski. Il est alors le condisciple de Serge Rachmaninov. En 1894, il décide de partir pour Berlin afin de travailler avec Woldemar Bargiel (le demi-frère de Clara Schumann) et de se perfectionner au violon. Il reçoit le prix Mendelssohn de composition en 1896.
Pour subvenir à ses besoins, il accepte un poste de professeur à Bakou mais finit par préférer s'établir à Berlin en 1898 où l'éditeur Robert Lienau publie ses premières œuvres. En 1900, il traduit en allemand les Études pratiques d'harmonie d'Arensky. C'est pour ce travail qu'il reçoit en 1901 une bourse de la Fondation Liszt. La même année,  il publie son propre traité d'harmonie pratique (qui sera réédité en 1919) et il traduit la biographie de Tchaïkovsky écrite par son frère Modeste. En 1906, Joachim le nomme à la chaire de composition de la Musikhochschule de Berlin où il restera professeur jusqu'en 1934. Il passe la plus grande partie de la guerre comme interprète au centre de détention des prisonniers de guerre de Heiligenbeil en province de Prusse-Orientale. Il est admis en 1917 dans le cercle très prisé des « compositeurs allemands » et, en 1919, élu membre de l'Académie des Beaux-Arts de Berlin. Très recherché et apprécié en Europe durant les années 1920, il obtient (avec Josef Haas) le prix Beethoven en 1929.
En 1934, pour des raisons familiales et politiques, il demande sa retraite anticipée. Le régime nazi refuse de la lui verser. Il rejoint alors une partie de sa famille en Suisse à Vevey où il se fait construire, par l'architecte Fernand Kurz, une villa d'esprit néoclassique à l'angle du Boulevard Saint-Martin et de l'avenue Levade. Il y passe les dernières années de son existence. Il meurt en 1940, oublié des Russes après la révolution de 1917 et des Allemands du fait du nazisme ainsi que de l'Europe alors en pleine guerre.
En 1998, est créée la Société internationale Juon, avec publication du catalogue thématique de ses œuvres par Thomas Badrutt (2e édition  révisée et complétée en 2010).
Parmi ses élèves se trouvent Hans Chemin-Petit, Werner Richard Heymann, Nikos Skalkottas, Henry Jolles, Pantcho Vladiguerov, Philipp Jarnach, Heinrich Kaminski, Lauri Ikonen, Max Trapp, Yrjö Kilpinen, Gerhart von Westerman, Hans Moltkau, Giannis Konstantinidis, Wilhelm Guttmann, Karl Ulrich Schnabel et Stefan Wolpe.
Paul Juon est le grand père paternel du peintre Gabriel Juon Erguine.

## Œuvres

### Piano
- Six pièces pour piano, opus 12
- Satyre und Nymphen, opus 18 (1901)
- Petite suite, opus 20 (1902)

1. Trotzig, Zärtlich
2. Traurig
3. Geschwätzig
4. Lustig

- Cactus, 7 pièces pour clavier, opus 76 (1923)
- Cinq compositions, opus 77 (1924)

1. Idylle
2. Capriccietto
3. Canzona
4. Impromptu
5. Tanz

- Quatre pièces pour piano, opus 90 (1933)

1. Schelmenweise
2. Besinnlichkeit
3. Nächtlicher Aufzug
4. Nordischer Mittsommertag

#### Quatre mains
- Tanzrhythmen, opus 14

### Musique de chambre

#### Flûte
- Sonate pour flûte en fa majeur, opus 78

#### Violon
- Sonate pour violon no 1, opus 7
- Six silhouettes pour 2 violons et piano, opus 9
- Sonate pour violon no 2, opus 15
- Trois Bagatelles pour violon et piano, opus 19
- Quatre pièces pour violon et piano, opus 28
- Deux petites pièces pour violon et piano, opus 52
- Sonate pour violon no 3, opus 86

#### Alto
- Sonate pour alto no 1 en ré majeur, opus 15 (1901)

#### Violoncelle
- Sonate pour violoncelle, opus 54

#### Trios
- Trio à clavier no 1 en la mineur, opus 17 (1901)
- Trio miniatures opus 24, pour piano, clarinette, violoncelle
- Trio à clavier no 2, opus 39
- Trio à clavier no 3, opus 60

#### Quatuors à cordes
- Quatuor à cordes en ré majeur no 1, opus 5
- Quatuor à cordes en si mineur, opus 11
- Quatuor à cordes en la mineur no 2, opus 29
- Quatuor à cordes en ré mineur no 3, opus 67

#### Quatuors, Quintettes et Sextuor avec piano
- Quatuor avec piano en do mineur no 1 "Rhapsodie" opus 37
- Quatuor avec piano no 2, opus 50
- Quintette avec piano no 1, opus 33
- Quintette avec piano en fa majeur no 2, opus 44
- Sextuor avec piano en do mineur, opus 22

#### Instruments à vent
- Quintette à vent en si-bémol majeur, opus 84 (flûte, hautbois, clarinette, cor et basson)

### Concertos
- Concerto pour violon en si mineur, opus 42 (1909)
- Konzertstück « Épisodes concertants », opus 45 (1912)
- Concerto pour violon en la majeur, opus 49 (1912)
- Mystères pour violoncelle et orchestre, opus 59 (1928)
- Concerto pour violon en la mineur, opus 88 (1931)
- Burletta pour violon et orchestre, opus 97 (1940

### Orchestre
- Symphonie no 1 en fa-dièse mineur, opus 10 (1895)
- Symphonie no 2 en la majeur, opus 23 (1903)
- Symphonie de chambre, opus 27 (1905)
- Wächterweise, Fantaisie sur des thèmes danois populaires, opus 31 (1906)
- Suite de ballet, d'après Psyché, opus 32a (1910)
- Aus einem Tagebuch, Esquisses symphoniques, opus 35 (1906)
- Eine Serenadenmusik, opus 40 (1909)
- Suite en cinq mouvements pour orchestre, opus 93 (1935)
- Anmut und Würde, Suite pour orchestre, opus 94 (1938)
- Rhapsodische Sinfonie, opus 95 (1939)
- Tanz-Capricen, opus 96 (1940)
- Sinfonietta capricciosa, opus 98 (1939)

#### Orchestre à cordes
- Cinq pièces pour orchestre à cordes, opus 16 (1901)
- Petite sérénade pour orchestre d'élèves, opus 85 (1928)
- Petite sérénade pour orchestre d'élèves, opus 87 (1929)
- Divertimento pour orchestre des élèves, opus 92 (1933)

#### Musique de scène
- Das goldene Tempelbuch (1912)
- Die armseligen Besenbinder (1913)

### Musique vocale
- Deux Lieder, opus 2

1. Das verlaßene Mägdlein
2. Das Mädchen

- Cinq Lieder, opus 13

1. Klage der Gattin
2. Erinnerung
3. Jugend
4. Wiegenlied
5. Phantasus

- Trois Lieder, opus 21

1. Regen
2. Märchen
3. Der einsame Pfeifer

- Trois Lieder, opus 99

1. Paradies
2. Die drei Schwestern
3. Tröstung

### Opéra
- Aleko (1896)

### Orchestration
- Danse hongroise no 4 de J. Brahms, arrangé pour orchestre (1908, Berlin N. Simrock).

## Discographie
- Sextuor avec piano op. 22, Quintette avec piano op. 44 - Oliver Triendl (piano), Quatuor Carmina (juin 2009, CPO 777 507-2)
- L'intégrale des Quatuors à cordes, Quatuor Sarastro (avril 2016, CPO 777 883-2)

### Discographie historique
- Octuor (Symphonie de chambre) op. 27 - New Chamber Orchestra : Rae Robertson (piano), Leon Goossens (hautbois), G. W. Anderson (clarinette), A. R. Newton (basson), A. Thonger (cor), Samuel Kutcher (violon), Raymond Jeremy (alto); Cedric Sharpe (violoncelle), Dir. Charles Kreshover (décembre 1929,  78t National Gramophonic Society [NGS] 144-146)